# 家庭研究理事会
家庭研究委员会，英語：，是美国基要派激进主义团体，并有一个附属的宣传组织。它的既定使命是“从基督教的世界观出发，促进公共政策和文化的信仰，家庭和自由”。 FRC 通过倡导和游说政府政策来促进其认为是家庭价值观的事物。
家庭研究委员会由吉姆斯·道布森于1981年在美国成立，并于1983年正式挂牌。在1980年代后期，家庭研究委员会正式成为道布森关注家庭组织的一个部门。家庭研究委员会于1992年成为独立组织。它常年致力于推动和号召反对获取色情制品、胚胎干细胞研究、堕胎、离婚和LGBT权利（例如反歧视法，同性婚姻，同性公民联盟和LGBT采纳）等可能有悖于传统伦理道德的行为。家庭研究委员是一个根据联邦法律第501条（C）款获得联邦所得税豁免的组织。
2010年，南方贫困法律中心（SPLC） 将家庭研究委员会归类为反同性恋仇恨组织，原因是该组织“基于虚假研究和伪科学以发布对LGBT群体的不实言论”，以阻止 LGBT 群体的基本公民权利。2012年，一名枪手以SPLC的仇恨团体名称为由，冲进家庭研究委员会总部并杀害其一名员工。SPLC在当天晚些时候发表声明谴责这次袭击。家庭研究委员会及其员工将攻击归咎于SPLC。